# Grand Prix de Chartres
Der Grand Prix de Chartres ist ein internationaler Musikwettbewerb für junge Organisten, der alle zwei Jahre in der Kathedrale von Chartres ausgetragen wird. Es wird ein Grand Prix d’Interprétation (Literaturspiel), ein Grand Prix d’Improvisation (Orgelimprovisation) und ein Prix du Public (Publikumspreis) vergeben. Darüber hinaus wird meist ein Sonderpreis vergeben, der einem Komponisten gewidmet ist.
Der Wettbewerb besteht seit 1971. Im Jahr 1973 erfolgte der Eintritt in die World Federation of International Music Competitions.
Der Wettbewerb fand 2018 zum 26. Mal statt. Aufgrund der COVID-19-Pandemie und dem Orgelneubau in der Kathedrale von Chartres wird der 27. Wettbewerb im Jahr 2025 stattfinden.

## Zielgruppe und Ablauf
Die Teilnahme steht Organisten jeder Nationalität offen, die unter 32 Jahre alt sind.
Die Jury trifft eine Vorauswahl anhand einer vom Teilnehmer eingesandten Tonaufnahme. Danach folgen zwei Ausscheidungsrunden (Viertelfinale und Halbfinale, 2018 in der Pfarrkirche Saint-Eustache in Paris) sowie das öffentliche Finale in der Kathedrale von Chartres.
Die zu spielenden Stücke für die Vorauswahl und alle Wettbewerbsrunden werden von der Jury in der Wettbewerbsausschreibung vorgegeben. Neben wichtigen Stücke aus dem klassischen Orgelrepertoire sind regelmäßig Auftragskompositionen des Wettbewerbsträgers, der Association Grandes Orgues de Chartres, im Programm enthalten.

## Jury
Die Jury besteht aus international bekannten Konzertorganisten und bedeutenden Hochschullehrern. Bis zum Jahr 2018 waren in den Jurys insgesamt 148 Personen vertreten, darunter 58 aus Frankreich und 90 aus dem Ausland.
Die Vorauswahl und die Wettbewerbsrunden finden anonym statt, das heißt, dass die Identität der Teilnehmer der Jury bei ihrer Entscheidung nicht bekannt ist.

## Preisträger
| Jahr | Grand Prix d’Interprétation                                                      | Grand Prix d’Improvisation                                                                    | Prix du Public                                                               | Sonderpreis                                                                |
| ---- | -------------------------------------------------------------------------------- | --------------------------------------------------------------------------------------------- | ---------------------------------------------------------------------------- | -------------------------------------------------------------------------- |
| 1971 | Daniel Roth Yves Devernay (ex aequo)                                             | Daniel Roth Yves Devernay (ex aequo)                                                          | —                                                                            | —                                                                          |
| 1972 | Charles Benbow                                                                   | —                                                                                             | —                                                                            |                                                                            |
| 1973 | Wolfgang Rübsam                                                                  | Philippe Lefebvre                                                                             | —                                                                            | —                                                                          |
| 1974 | George C. Baker                                                                  | Mention: William Paul Haller Willem D. Viljoen                                                | —                                                                            | —                                                                          |
| 1978 | Todd Wilson                                                                      | —                                                                                             | —                                                                            | —                                                                          |
| 1980 | James Kibbie                                                                     | Jacques Taddei                                                                                | —                                                                            |                                                                            |
| 1982 | Ludger Lohmann                                                                   | Loïc Mallié                                                                                   | —                                                                            | —                                                                          |
| 1984 | Grand Prix: Christophe Mantoux Second Prix: Marie-Bernadette Dufourcet           | Grand Prix: Gunnar Idenstam Second Prix: Naji Hakim                                           | —                                                                            | —                                                                          |
| 1986 | Grand Prix: Martin Jean Second Prix;: Gunnar Idenstam                            | —                                                                                             | —                                                                            | —                                                                          |
| 1988 | Grand Prix: Yves Castagnet Second Prix: Diane Meredith Belcher                   | —                                                                                             | —                                                                            | —                                                                          |
| 1990 | Grand Prix: Heidi Emmert Second Prix: Éric Lebrun                                | Grand Prix: Pierre Pincemaille Second Prix: Sophie-Véronique Choplin                          | —                                                                            | —                                                                          |
| 1992 | Grand Prix: Vincent Warnier Second Prix: Iain Simcock                            | Second Prix: Peter Bannister                                                                  | —                                                                            | —                                                                          |
| 1994 | Grand Prix: Bruno Morin Second Prix: Làszlo Déak                                 | Second Prix: Gabriel Marghieri                                                                | —                                                                            | —                                                                          |
| 1996 | Matt Curlee                                                                      | Grand Prix: Gabriel Marghieri Second Prix: Frédéric Blanc                                     | —                                                                            | Prix Spécial Lion's Club de la Musique (Allemagne): Erwan Le Prado         |
| 1998 | Rie Hireo-Lang                                                                   | —                                                                                             | Rie Hireo-Lang                                                               | —                                                                          |
| 2000 | Erwan Le Prado Second Prix: Roberto Antonello                                    | Second Prix: Jean-Charles Robin                                                               | Jean-Charles Robin                                                           | —                                                                          |
| 2002 | Grand Prix: Emmanuel Hocde Second Prix: Arkadiusz Bialic                         | —                                                                                             | Emmanuel Hocde                                                               | Prix Jean Sébastien Bach: Emmanuel Hocde Prix Maurice Duruflé: Henry Fairs |
| 2004 | Grand Prix: László Fassang Second Prix: Vincent Grappy                           | Second Prix: Noël Hazebrouq (ex aequo) Second Prix: Baptiste-Florian Marle-Ouvrard (ex aequo) | Laszlo Fassang Noël Hazebrouq                                                | —                                                                          |
| 2006 | Grand Prix: Dong-Ill Shin Second Prix: Henry Fairs                               | —                                                                                             | Benjamin Righetti                                                            | Prix Maurice Duruflé: Henry Fairs                                          |
| 2008 | Grand Prix: Saki Aoki Second Prix: Jean-Willy Kunz                               | David Franke                                                                                  | Saki Aoki                                                                    | Prix Gaston Litaize: Saki Aoki                                             |
| 2010 | Grand Prix: Yuka Ishimaru Second Prix: Christian Barthen                         | —                                                                                             | Ae-Shell Nam                                                                 | Dane & Polly Bales Prize Yuka Ishimaru                                     |
| 2012 | Grand Prix: Mari Mihara Second Prix: Joonho Park                                 | Second Prix: Baptiste-Florian Marle-Ouvrard (ex aequo) Second Prix: Samuel Liégeon (ex aequo) | Interprétation: Thomas Ospital Improvisation: Baptiste-Florian Marle-Ouvrard | Prix Maurice Duruflé: Thomas Ospital                                       |
| 2014 | Grand Prix: Dexter Kennedy Second Prix: Thomas Ospital Second Prix: Balázs Szabó | —                                                                                             | Thomas Ospital                                                               | Prix Jean-Louis Florentz: Thomas Ospital                                   |
| 2016 | —                                                                                | Grand Prix: David Cassan (ex aequo) Grand Prix: Karol Mossakowski (ex aequo)                  | David Cassan                                                                 | —                                                                          |
| 2018 | Grand Prix: Johannes Zeinler Second Prix: Daria Burlak                           | —                                                                                             | Johannes Zeinler                                                             | Beste Interpretation des Werkes von Thomas Lacôte: Johannes Zeinler        |